# باتیکالوا
باتیکالوا (به لاتین: Batticaloa) یک منطقهٔ مسکونی در سری‌لانکا است که در ناحیه باتیکالوا واقع شده‌است.

## خصوصیات
باتیکالوا ۹۲٬۳۳۲ نفر جمعیت دارد.